# 6601型护卫舰
6601型护卫舰（北约代号：成都级）简称“01型护卫舰”，是中国人民解放军海军1950年代装备的第一種仿造自蘇聯的護衛艦，屬於近海小型护卫艦，武器還是以傳統舰炮及鱼雷為主，1970年代改裝一部双联装上游-1反艦飛彈发射器。至1994年全部退出现役。

## 概述
1953年6月4日，中苏签订关于海军技术援助的“六·四”协定，蘇聯向中國提供了包括50型（北约称为里加级护卫舰）火炮鱼雷护卫舰在内的5种型号舰艇的技术图纸和一批材料、设备。依靠苏联提供的设计资料和设备，由上海沪东造船厂在苏联专家组指导下承建4艘50型护卫舰， 进行了适应中国海情的某些修改。该型舰代号6601型（或简称01型）护卫舰。1955年到1958年在沪东造船厂装配制造，01型首舰在1955年4月15日开工，1957年5月30日完工交付海军。共完成4艘，同级舰名分别为:“昆明”、“成都”、“贵阳”、“衡阳”。
01型护卫舰为通长甲板船型，配备蒸汽轮机动力系统，装备有3座单管100毫米口径主炮（艏部2座、艉部1座）、2座双联装37毫米高炮、一座三联装533毫米口径反舰鱼雷发射装置以及反潜深弹，装有警戒、炮瞄、导航等各型号雷达。01型护卫舰与原型50型护卫舰最明显的不同是，50型护卫舰装备的16联装火箭深弹发射装置，位于2号100毫米炮位两侧，而01型护卫舰的5联装火箭深弹发射装置，位于1号100毫米炮位之前的甲板上，这是区别两型护卫舰显著的识别特征。
在20多年的服役期内01型一直作为解放軍海军的主力战舰，在完成海军的各种任务中发挥了重要作用。01型护卫舰与当时国军装备的排水量同等级的太字號驅逐艦比较，是相当优越的。更具意义的是经过翻译复制本型护卫舰等转让舰艇的资料，以及施工建造和试验试航等培养和造就了一大批设计和建造各类舰艇的专门人才，奠定了舰船科研设计机构和造船工业的基础。这些初等技术人员，积累了经验，在以后自建护卫舰、驱逐舰等舰艇的过程中，发挥了作用。

### 改装
20世纪70年代初，该型号军舰均进行了现代化改装，在1971年-1973年间，拆除舯部原有三联装反舰鱼雷发射装置，改装一座双联装“上游-1”（SY-1）型反舰导弹回转式发射装置（该装置改进自07型驱逐舰改装用的发射装置）以及配套的雷达系统、指挥和控制设施。装备反舰导弹的01型护卫舰可以有效对抗国军武進計畫前的陽字號驅逐艦。

## 服役经历
4艘01型护卫舰最初在中国人民解放军海军东海舰队服役，1959年12月1日东海舰队在舟山海域演习时，发生舷号418潜艇上浮时与“衡阳”舰碰撞沉没的事故。
1964年9月，“衡阳”舰率领两艘扫雷舰艇，截击两艘台湾国军情报局特务船，击沉一艘，击伤另一艘 (后沉没)。1974年1月19日西沙之战之后，隶属东海舰队6支队的4艘01型护卫舰先后通过台湾海峡调往南海舰队，充实南海舰队实力。
1980年代初，海军舰艇的舷号进行调整，4艘舰的舷号由205～208依次改为505～508。1986年8月1日，507舰的舰名重新命名为“凭祥”，508舰的舰名重新命名为“西昌”。
1988年2月中国在南沙海域永暑礁建设海洋观测站过程中与越南海军对峙时，中国海军南海舰队派出的巡逻编队中包括有508舰。至1990年代早期，01型护卫舰各舰先后退役。

## 同级舰艇
| 1957年初始舷号 | 1961年9月后舷号 | 1974年10月后舷号 | 舰名 | 建造船厂   | 开工日期      | 下水日期      | 交付日期      | 服役舰队          | 退役日期      | 备注 |
| -------------- | --------------- | ---------------- | ---- | ---------- | ------------- | ------------- | ------------- | ----------------- | ------------- | --- |
| 830            | 205             | 505              | 昆明 | 沪东造船厂 | 1955年4月15日 | 1956年4月28日 | 1957年5月30日 | 东海舰队/南海舰队 | 1992年4月24日 | 01型首舰（早期舷号205） 艦名由052D型驅逐艦172號傳承                                                         |
| 831            | 206             | 506              | 成都 | 沪东造船厂 | 1955年8月     | 1956年9月26日 | 1957年        | 东海舰队/南海舰队 | 1994年        | 2号舰（早期舷号206） 艦名由052D型驅逐艦120號傳承                                                            |
| 832            | 207             | 507              | 凭祥 | 沪东造船厂 | 1955年9月     | 1957年        | 1958年        | 东海舰队/南海舰队 | 1995年        | 3号舰（早期舷号207） 最初命名为“贵阳” 1986年8月改为“凭祥”, 被人误称“萍乡” “贵阳”艦名由052D型驅逐艦119號傳承 |
| 833            | 208             | 508              | 西昌 | 沪东造船厂 | 1956年3月     | 1957年        | 1958年6月     | 东海舰队/南海舰队 | 1993年        | 4号舰（早期舷号208） 最初命名为“衡阳” 1986年8月改为西昌。“衡阳”艦名由054A型驅逐艦568號傳承                  |